# ベルク (オーバーフランケン)
ベルク (ドイツ語: Berg) はドイツ連邦共和国バイエルン州オーバーフランケン行政管区ホーフ郡に属する町村（以下、本項では便宜上「町」と記述する）で、ホーフの北西12km、アウトバーンA9（出口31 - ベルク/バート・シュテーベン）沿いのバイエルン・フォクトラントに位置する。

## 地理

### 自治体の構成
ベルクは、公式には30の地区 (Ort) からなる。

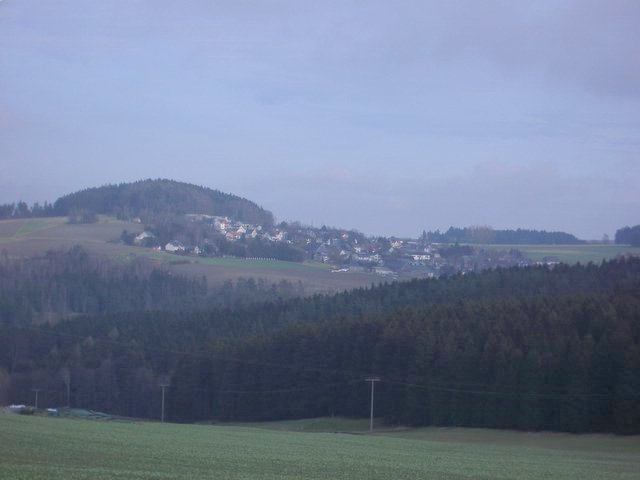
アイゼンビュールの集落遠望

| - ベルク - ブルック - ブーク - アイゼンビュール - ゴッツマンスグリュン - ハーダーマンスグリュン - モース | - ロートライテン - ルードルフシュタイン - ザクセンフォアヴェルク - シュナーヒェンロイト - ティーフェングリュン - ウンターティーフェングリュン |

## 歴史
ベルクが初めて文献に登場するのは、1322年4月5日である。プロイセン王国のバイロイト侯領の一部として1807年のティルジットの和約によってフランス領となり、1810年にバイエルン王国領となった。バイエルン王国の行政改革に伴う自治体令により現在の自治体が誕生した。

## 行政

### 議会の議席構成

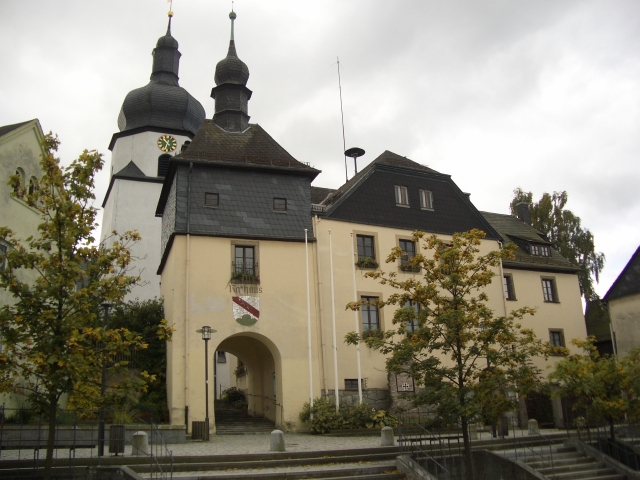
町役場とヤーコプス教会

ベルクの議会は15議席（首長を含む）である。

### 友好都市
- ベリ（スウェーデン、イェムトランド県）

## 引用
1. ↑  https://www.statistikdaten.bayern.de/genesis/online?operation=result&code=12411-003r&leerzeilen=false&language=de Genesis-Online-Datenbank des Bayerischen Landesamtes für Statistik Tabelle 12411-003r Fortschreibung des Bevölkerungsstandes: Gemeinden, Stichtag (Einwohnerzahlen auf Grundlage des Zensus 2011)
2. ↑  Bayerische Landesbibliothek Online